# Lutra bressana
Lutra bressana — вимерлий вид видр (Lutra). Знайдений лише в Брессе (четвертинний період Франції).